# Sant’Ambrogio sul Garigliano
Sant’Ambrogio sul Garigliano – miejscowość i gmina we Włoszech, w regionie Lacjum, w prowincji Frosinone.
Według danych na rok 2004 gminę zamieszkiwały 984 osoby, 123 os./km².